# Chorion
『Chorion』（コリオン）は、ルルティアの5枚目のアルバム。

## 解説
2006年11月8日に発売された。全作詞作曲はルルティア。編曲はルルティア・佐藤鷹。
インディーズ独立後初のアルバムとなる。シングル曲「スピネル」「微笑みのマリア」「玲々テノヒラ」含むオリジナル曲10曲に加え、収録曲5曲のインストゥルメンタルを収録した全15曲収録。
タイトルの「Chorion」とは絨毛膜の意味。ルルティア自身がイメージするものは「自分に見えている世界と見えていない世界の境界線の象徴」「来るべき時に自然と課題が達成されるような内面的な象徴」であり、「（インディーズ移行に伴う）環境の変化や置かれているポジションに対しなすべきことを一つ一つ積み重ねて行って次の世界に進みたい」という想いを込めてタイトルが付けられた。

## 収録曲
1. ABINTRA
2. 玲々テノヒラ
3. 星に花、灰色の雨
4. 水景色 星模様
5. 願いの届く日
6. スピネル
7. Time Traveler
8. パレード
9. 微笑みのマリア
10. マグノリアの情景
11. ABINTRA 〜Inst〜
12. 水景色 星模様 〜Inst〜
13. 願いの届く日 〜Inst〜
14. スピネル 〜Inst〜
15. 微笑みのマリア 〜Inst〜